# Новоолексіївка (Курманський район)
Новоолексі́ївка (крим. Novooleksiyivka) — село Курманського району Автономної Республіки Крим.